# Chapelle de la Croix-Monet de Aische-en-Refail
La chapelle de la Croix Monet est un édifice religieux catholique du XVIIIe siècle sis à Aische-en-Refail (commune d'Eghezée), en province de Namur (Belgique). Elle fut offerte à sainte Philomène par Loys du Bois, seigneur du lieu, en remerciement d'une guérison obtenue. L'ancienne maison du chapelain est accolée à la chapelle. L'ensemble a été classé par arrêté du 12 avril 1983.

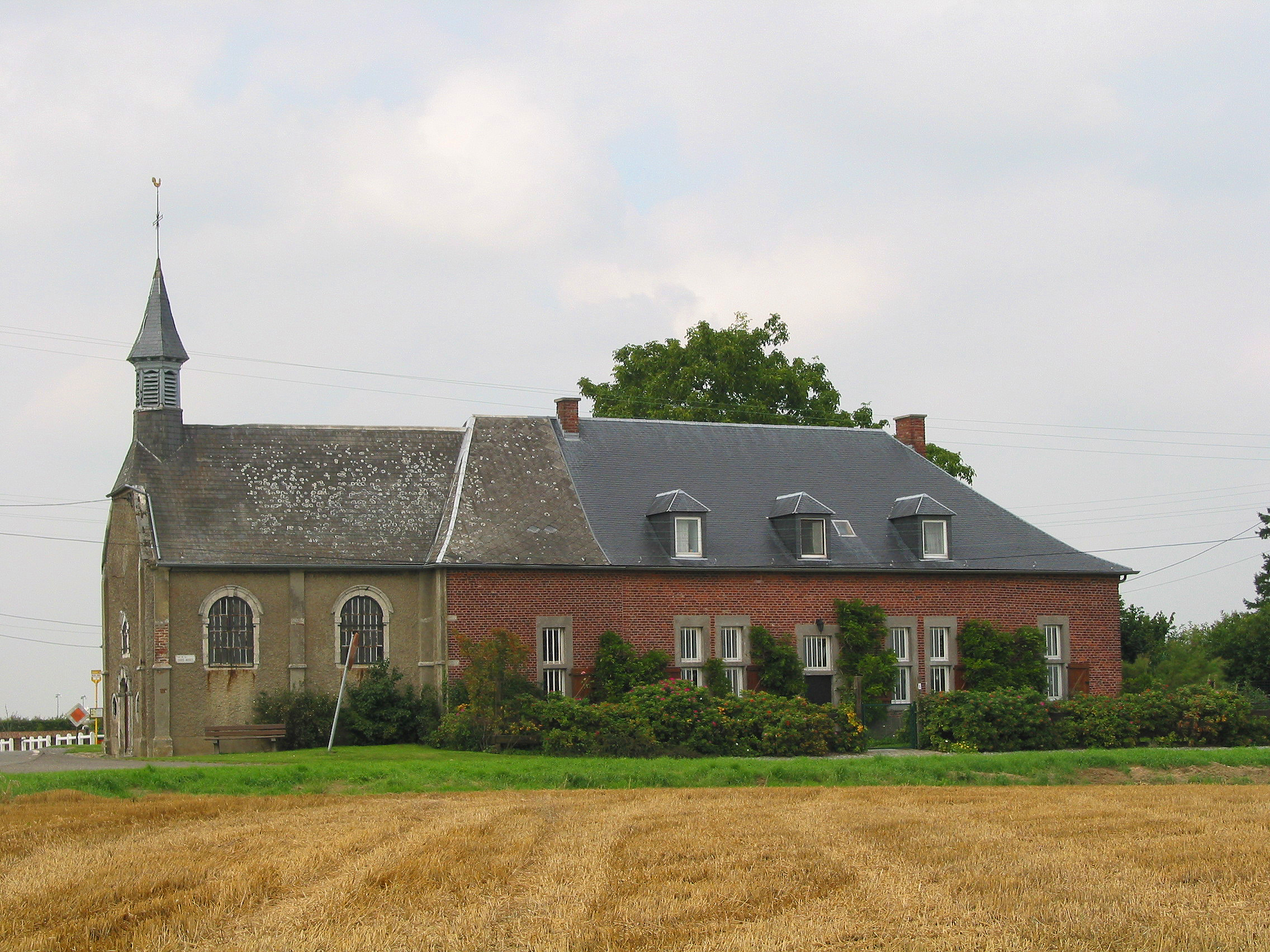
La chapelle de la Croix-Monet

## Description
C'est une petite construction d'esprit baroque érigée en 1717. La façade est surmontée d'un clocheton hexagonal édifié vers 1900.
De part et d'autre de l'entrée s'ouvrent de petites baies hexagonales. Au-dessus de la porte d'entrée une niche datée « An-1717-no » et portant sur le cintre « Sancta Maria ora pro nobis ». La Vierge dans la niche date du XVIIIe siècle. 
La maison du chapelain, dépendante et contemporaine de la chapelle, est en briques et pierres bleues. Elle est percée de meneaux en pierre bleue sur toute sa longueur. La traverse de la porte est datée « An 1718 no ». À la fin du XVIIIe siècle, les deux bâtiments - maison et chapelle - ont été reliés